# Dania na Zimowych Igrzyskach Olimpijskich 2018
Dania na Zimowych Igrzyskach Olimpijskich 2018 – występ kadry sportowców reprezentujących Danię na igrzyskach olimpijskich w Pjongczangu w 2018 roku.
W kadrze znalazło się siedemnaścioro zawodników. Wystąpili oni w dwunastu konkurencjach w pięciu dyscyplinach sportowych. Najliczniejszą grupę stanowili curlerzy – w duńskiej reprezentacji było ich dziesięcioro (pięć kobiet i pięciu mężczyzn).
Funkcję chorążego reprezentacji Danii podczas ceremonii otwarcia igrzysk pełniła panczenistka Elena Møller Rigas, a podczas ceremonii zamknięcia – panczenista Viktor Hald Thorup. Reprezentacja Danii weszła na stadion jako ósma w kolejności, pomiędzy ekipami z Nowej Zelandii i Niemiec.
Był to 14. start reprezentacji Danii na zimowych igrzyskach olimpijskich i 42. start olimpijski, wliczając w to letnie występy.

## Statystyki według dyscyplin
| Lp.     | Dyscyplina            | Mężczyźni | Kobiety | Łącznie |
| ------- | --------------------- | --------- | ------- | ------- |
| 1       | Biegi narciarskie     | –         | 1       | 1       |
| 2       | Curling               | 5         | 5       | 10      |
| 3       | Łyżwiarstwo szybkie   | 2         | 1       | 3       |
| 4       | Narciarstwo alpejskie | 2         | –       | 2       |
| 5       | Narciarstwo dowolne   | –         | 1       | 1       |
| Łącznie | Łącznie               | 10        | 7       | 17      |

## Skład kadry

### Biegi narciarskie
Mężczyźni
| Zawodnik      | Konkurencja   | Eliminacje | Eliminacje | Ćwierćfinał | Ćwierćfinał | Półfinał | Półfinał | Finał     | Finał   | Źródło |
| Zawodnik      | Konkurencja   | czas       | Pozycja    | czas        | Pozycja     | czas     | Pozycja  | czas      | Pozycja | Źródło |
| ------------- | ------------- | ---------- | ---------- | ----------- | ----------- | -------- | -------- | --------- | ------- | ------ |
| Martin Møller | Bieg na 15 km | N/A        | N/A        | N/A         | N/A         | N/A      | N/A      | 39:35,4   | 90.     | [ 6 ]  |
| Martin Møller | Bieg na 50 km | N/A        | N/A        | N/A         | N/A         | N/A      | N/A      | 2:36:10,8 | 60.     | [ 7 ]  |

### Curling
| Drużyna                                                                            | Konkurencja      | Faza grupowa     | Faza grupowa     | Faza grupowa     | Faza grupowa            | Faza grupowa     | Faza grupowa            | Faza grupowa          | Faza grupowa     | Faza grupowa           | Faza grupowa | Tie-breaker      | Półfinały        | Finał/3.miejsce  | Pozycja | Źródło |
| Drużyna                                                                            | Konkurencja      | Przeciwnik Wynik | Przeciwnik Wynik | Przeciwnik Wynik | Przeciwnik Wynik        | Przeciwnik Wynik | Przeciwnik Wynik        | Przeciwnik Wynik      | Przeciwnik Wynik | Przeciwnik Wynik       | Pozycja      | Przeciwnik Wynik | Przeciwnik Wynik | Przeciwnik Wynik | Pozycja | Źródło |
| ---------------------------------------------------------------------------------- | ---------------- | ---------------- | ---------------- | ---------------- | ----------------------- | ---------------- | ----------------------- | --------------------- | ---------------- | ---------------------- | ------------ | ---------------- | ---------------- | ---------------- | ------- | ------ |
| Madeleine Dupont Denise Dupont Julie Hoegh Mathilde Halse Lina Almind Knudsen      | Turniej kobiet   | Szwecja · 3:9    | Japonia · 5:8    | Kanada · 9:8     | Wielka Brytania · 6:7   | Chiny · 7:10     | Stany Zjednoczone · 6:7 | Sportowcy z Rosji 7:8 | Szwajcaria · 4:6 | Korea Południowa · 3:9 | 10.          | NQ               | NQ               | NQ               | 10.     | [ 8 ]  |
| Rasmus Stjerne Johnny Frederiksen Mikkel Poulsen Oliver Dupont Morten Berg Thomsen | turniej mężczyzn | Szwecja · 5:9    | Szwajcaria · 7:9 | Włochy · 6:4     | Stany Zjednoczone · 5:9 | Norwegia · 8:10  | Korea Południowa · 9:8  | Wielka Brytania · 6:7 | Japonia · 4:6    | Kanada · 3:8           | 10.          | NQ               | NQ               | NQ               | 10.     | [ 8 ]  |

### Łyżwiarstwo szybkie
| Zawodnik           | Konkurencja          | Ćwierćfinał | Ćwierćfinał | Półfinał   | Półfinał | Finał      | Finał   | Pozycja | Źródło |
| Zawodnik           | Konkurencja          | Przeciwnik  | Czas        | Przeciwnik | Czas     | Przeciwnik | Czas    | Pozycja | Źródło |
| ------------------ | -------------------- | ----------- | ----------- | ---------- | -------- | ---------- | ------- | ------- | ------ |
| Viktor Hald Thorup | bieg masowy mężczyzn | N/A         | N/A         | -          | 8:34,06  | -          | 7:57,10 | 5.      | [ 9 ]  |
| Stefan Due Schmidt | bieg masowy mężczyzn | N/A         | N/A         | -          | 7:55,22  | -          | 7:47,53 | 13.     | [ 9 ]  |
| Elena Møller Rigas | bieg masowy kobiet   | N/A         | N/A         | -          | 8:54,39  | NQ         | NQ      | NQ      | [ 9 ]  |

### Narciarstwo alpejskie
| Zawodnik             | Konkurencja         | 1 przejazd | 1 przejazd | 2 przejazd | 2 przejazd | Łącznie | Łącznie | Źródło |
| Zawodnik             | Konkurencja         | Czas       | Pozycja    | Czas       | Pozycja    | Czas    | Pozycja | Źródło |
| -------------------- | ------------------- | ---------- | ---------- | ---------- | ---------- | ------- | ------- | ------ |
| Christoffer Faarup   | zjazd (m)           | N/A        | N/A        | N/A        | N/A        | 1:44,48 | 36.     | [ 10 ] |
| Christoffer Faarup   | supergigant (m)     | N/A        | N/A        | N/A        | N/A        | 1:27,81 | 32.     | [ 11 ] |
| Casper Dyrbye Næsted | slalom gigant (m)   | 1:20,33    | 69.        | 1:18,01    | 56.        | 2:38,34 | 60.     | [ 12 ] |
| Casper Dyrbye Næsted | slalom (m)          | DNF        | DNF        | DNF        | DNF        | DNF     | DNF     | [ 13 ] |
| Christoffer Faarup   | superkombinacja (m) | 1:21,08    | 20.        | 54,13      | 34.        | 2:15,21 | 30.     | [ 14 ] |

### Narciarstwo dowolne
Halfpipe
| Zawodnicy           | Konkurencja     | Kwalifikacje | Kwalifikacje | Kwalifikacje | Kwalifikacje | Finał   | Finał   | Finał   | Finał     | Finał   | Źródło |
| Zawodnicy           | Konkurencja     | Ślizg 1      | Ślizg 2      | Najlepszy    | Miejsce      | Ślizg 1 | Ślizg 2 | Ślizg 3 | Najlepszy | Miejsce | Źródło |
| ------------------- | --------------- | ------------ | ------------ | ------------ | ------------ | ------- | ------- | ------- | --------- | ------- | ------ |
| Laila Friis-Salling | halfpipe kobiet | 45,00        | 11,80        | 45,00        | 23.          | NQ      | NQ      | NQ      | NQ        | NQ      | [ 15 ] |